# Network Time Protocol
Het Network Time Protocol of Netwerktijdprotocol (NTP) is een protocol waarmee computers die onderling met elkaar in verbinding staan, hun interne klok kunnen synchroniseren met andere computers. Een veelgebruikte computer voor deze synchronisatie heet een tijdserver.

## Techniek
NTP is gebaseerd op de aanname dat de netwerkvertraging voorspelbaar is, dat wil zeggen dat de vertraging op de heenweg ruwweg gelijk is aan de vertraging op de terugweg. Het computernetwerk wordt hiërarchisch ingedeeld, waarbij de computer met de nauwkeurigste tijdbron wordt aangeduid met "stratum 1". De computersystemen die via NTP daar de tijd van afhalen, zijn per definitie "stratum 2".
Het protocol beschikt over enkele intelligente functies. Zo kan een NTP-client van meerdere NTP-bronnen gebruikmaken, waarbij de NTP-client zelf uitzoekt welke bron het beste werkt. Aan de hand van een aantal beslissingscriteria kiest zo'n NTP-client een bron en synchroniseert zich daar aan. Kleine verschillen in tijd tussen bron en client worden door de client bijgewerkt door de tijds-verwerking op de clientcomputer iets sneller of langzamer te laten werken. Daardoor kan zonder sprongen in tijd het verschil worden weggewerkt. De client blijft echter alle ntp-bronnen in de gaten houden en kiest een andere bron voor synchronisatie zodra die een stabielere tijd biedt.
Als tijdbron kan bijvoorbeeld een atoomklok dienen of een DCF77- of gps-ontvanger. Het gps-signaal bevat onder meer een nauwkeurige tijd. De computer die deze signalen ontvangt, kan via het netwerk andere computers met milliseconden nauwkeurigheid synchroniseren.
Er zijn speciale apparaten in de handel die de functie van een DCF77- of gps-klokontvanger met die van een NTP-server combineren.

## SNTP
Microsoft gebruikt voor Windows 2000 een tijdsynchronisatieprotocol dat SNTP genoemd wordt (waarbij de S voor Simple staat). Dit protocol is, hoewel het ook computers met elkaar kan synchroniseren, niet te vergelijken met het 'echte' NTP. Zo gebeurt de tijdsaanpassing abrupt in plaats van geleidelijk en heeft SNTP geen mogelijkheid de betrouwbaarheid van meerdere tijdbronnen te evalueren. Wel kan het een normale NTP-server als tijdsbron gebruiken. In latere versies van het Windows uitbatingssysteem wordt er wel gebruik gemaakt van het NTP tijdssynchronisatieprotocol. De Windows Time Service (W32Time) blijft echter het SNTP protocol ondersteunen om de compatibiliteit met SNTP-gebaseerde systemen te borgen.